# Saltos ornamentais nos Jogos Olímpicos de Verão de 2012 - Trampolim 3 m sincronizado masculino
A competição de saltos ornamentais na modalidade trampolim 3 metros sincronizado masculino foi disputada no dia 1 de agosto no Centro Aquático, em Londres.

## Medalhistas
| Ouro   | CHN Luo Yutong e Qin Kai             |
| Prata  | RUS Ilya Zakharov e Evgeny Kuznetsov |
| Bronze | USA Troy Dumais e Kristian Ipsen     |

## Resultados
| Pos.              | Atletas                                   | Saltos | Saltos | Saltos | Saltos | Saltos | Saltos | Total  |
| Pos.              | Atletas                                   | 1      | 2      | 3      | 4      | 5      | 6      | Total  |
| ----------------- | ----------------------------------------- | ------ | ------ | ------ | ------ | ------ | ------ | ------ |
| Medalha de ouro   | CHN Luo Yutong / Qin Kai                  | 56.40  | 52.20  | 85.68  | 88.74  | 104.88 | 89.10  | 477.00 |
| Medalha de prata  | RUS Ilya Zakharov / Evgeny Kuznetsov      | 54.00  | 51.60  | 84.66  | 79.80  | 89.25  | 100.32 | 459.63 |
| Medalha de bronze | USA Troy Dumais / Kristian Ipsen          | 51.60  | 53.40  | 80.91  | 90.09  | 84.00  | 86.70  | 446.70 |
| 4                 | UKR Oleksiy Pryhorov / Illya Kvasha       | 51.00  | 51.00  | 83.64  | 87.78  | 81.60  | 79.20  | 434.22 |
| 5                 | GBR Chris Mears / Nicholas Robinson-Baker | 52.20  | 52.20  | 77.22  | 78.54  | 84.66  | 87.78  | 432.60 |
| 6                 | CAN Alexandre Despatie / Reuben Ross      | 54.00  | 50.40  | 72.00  | 82.62  | 80.19  | 82.62  | 421.83 |
| 7                 | MEX Yahel Castillo / Julián Sánchez       | 54.60  | 50.40  | 86.70  | 79.18  | 65.10  | 78.54  | 415.14 |
| 8                 | MAS Huang Qiang / Bryan Lomas             | 52.80  | 52.20  | 78.12  | 80.19  | 63.24  | 78.54  | 405.09 |